# Anhée
Anhée is een plaats en gemeente in de provincie Namen in België. De gemeente telt ruim 7000 inwoners en ligt op een hoogte van 93 meter.
Het landelijke Anhée ligt in een bebost gebied langs de rivier de Maas, aan de westoever, halverwege tussen de steden Profondeville en Dinant. Het riviertje de Molignée stroomt door de gemeente en mondt er uit in de Maas.

## Geschiedenis
Anhée maakte in het verleden deel uit van het baljuwschap van Montaigle van het graafschap Namen.
Montaigle vormde een van de zeven grafelijke burchten. Deze burchten waren belangrijk voor de verdediging van het graafschap Namen. De burcht van Montaigle werd in 1554 door de Fransen vernietigd. Vandaag is de burcht een ruïne ten westen van Anhée.
Het baljuwschap van Montaigle was een vrij landelijke en bosrijke streek. Er waren hier geen echte steden. Alleen Anhée lijkt in het verleden door haar ligging aan de Maas en de metaalbewerking enig economisch belang gekend te hebben.
De streek kende wel een aantrekkingskracht op kloostergemeenschappen. Van de 13e tot de 18de eeuw was er de abdij van Moulins, waarvan alleen nog de hoeve en het abtenverblijf bewaard zijn. In de bossen van Sosoye werden in de 19de eeuw de abdijen van Maredsous en Maredret gesticht.
In het noorden van de gemeente ligt Annevoie. Annevoie staat vooral bekend voor zijn Franse tuinen. Deze plaats vormde in het verleden ook het meest noordelijk gelegen dorp van het baljuwschap van Montaigle.

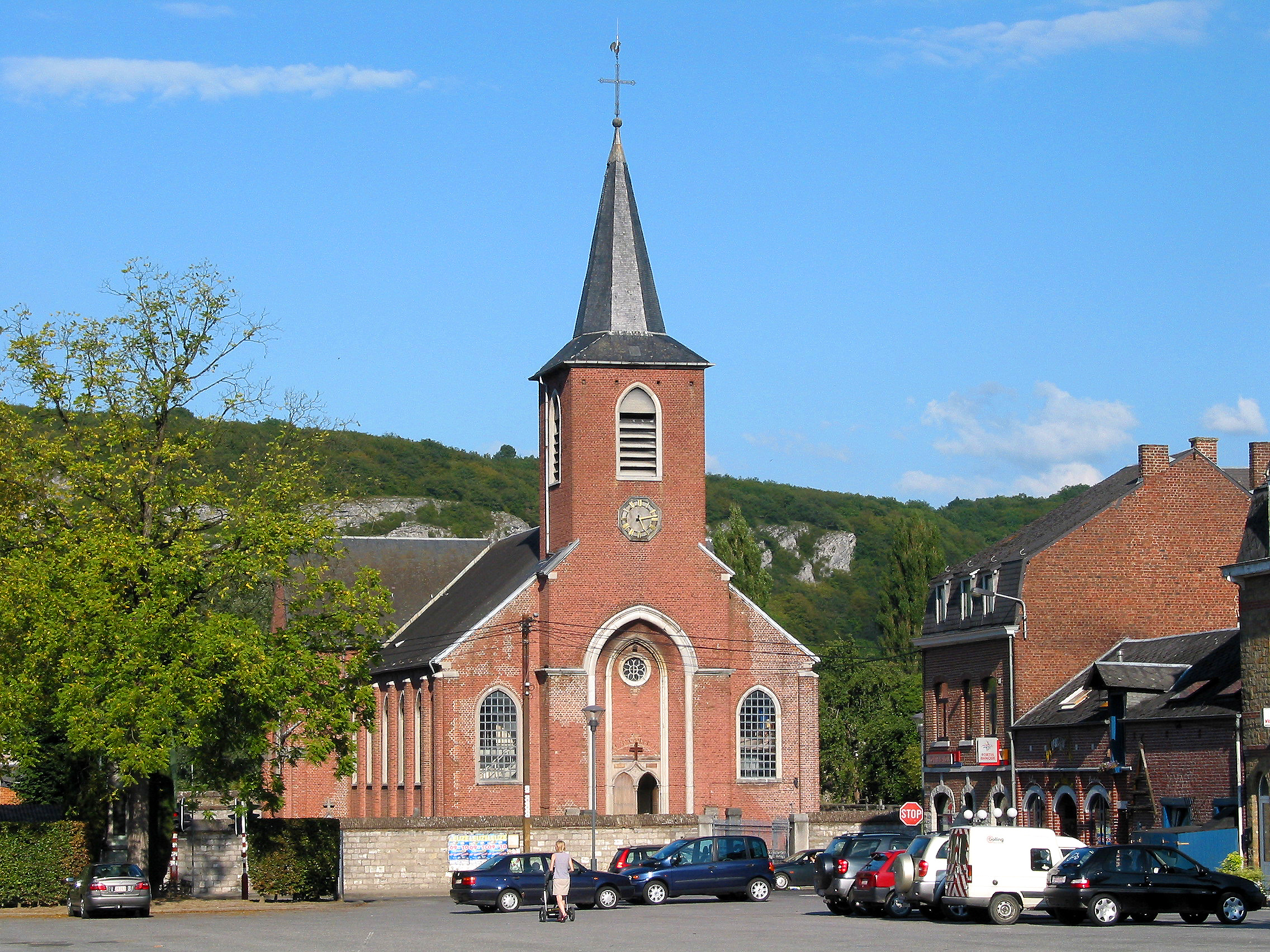
Eglise Saint-Martin

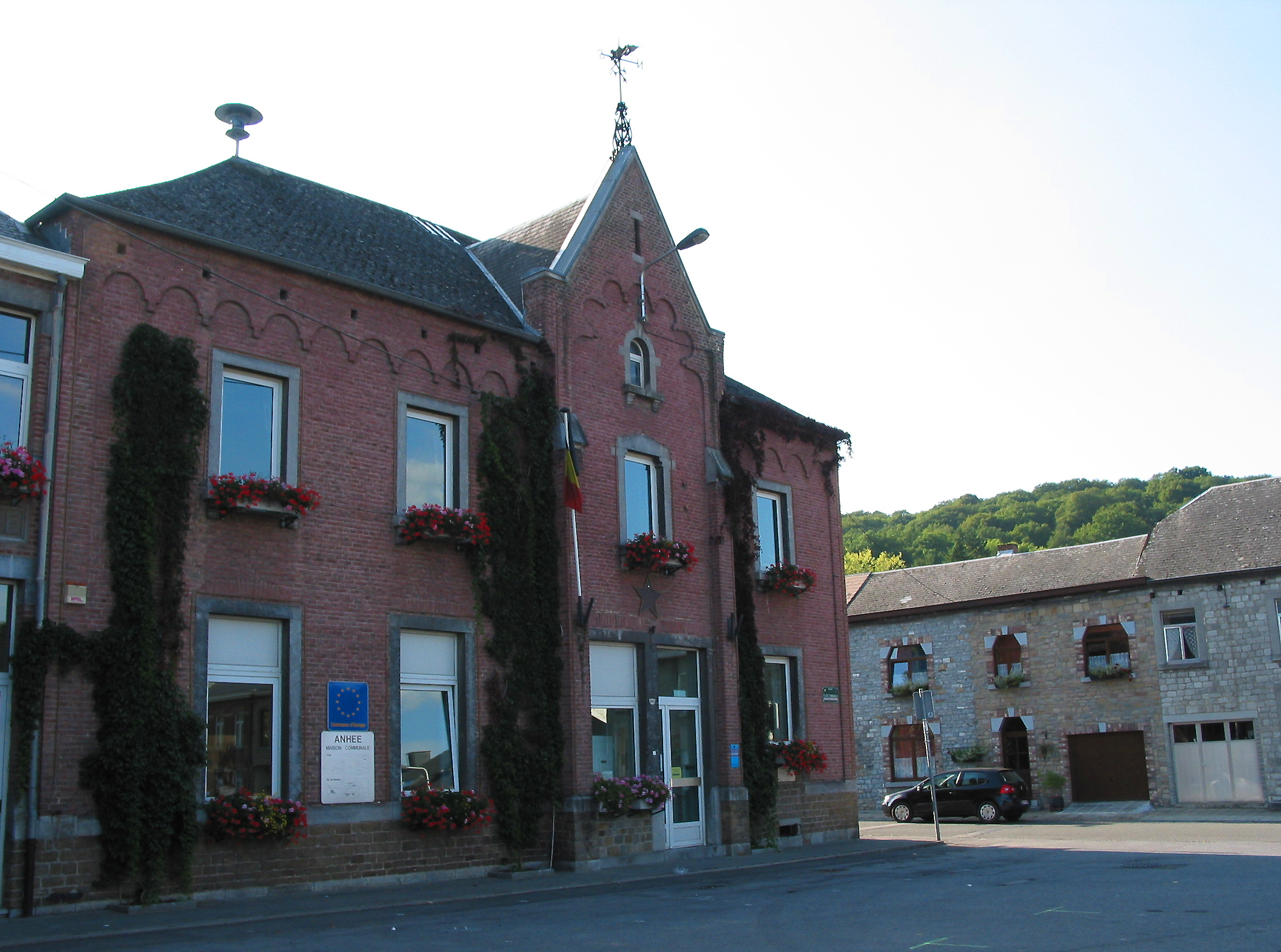
Gemeentehuis

## Kernen

### Deelgemeenten
| # | Naam              | Opp. (km²) | Inwoners (2020) | Inwoners per km² | NIS-code |
| - | ----------------- | ---------- | --------------- | ---------------- | -------- |
| 1 | Anhée             | 5,82       | 1.791           | 308              | 91005A0  |
| 2 | Haut-le-Wastia    | 4,08       | 352             | 86               | 91005A1  |
| 3 | Warnant           | 11,94      | 827             | 69               | 91005A2  |
| 4 | Sosoye            | 6,53       | 462             | 71               | 91005B   |
| 5 | Denée             | 10,35      | 737             | 71               | 91005C   |
| 6 | Bioul             | 20,23      | 2.313           | 114              | 91005D   |
| 7 | Annevoie-Rouillon | 7,07       | 661             | 93               | 91005E   |

### Overige kernen
Op het grondgebied van Sosoye ligt nog het dorp Maredret, op dat van Warnant ligt Salet. De gemeente telt zo negen dorpjes.
Het gebied komt grotendeels overeen met het voormalige baljuwschap van Montaigle waartoe ook AnnevoIe, Sosoye,Warnant,... behoorden.

## Bezienswaardigheden
- In Denée ligt het gehucht Maredsous langs de Molignée, bekend van de abdij met de gelijknamige kaas en bier.
- De ruïne van het Kasteel van Montaigle
- De voormalige abdij van Moulins
- De abdij van Maredret
- De Tuinen van Annevoie
- De spoorwegfietsen

## Politiek

### Resultaten gemeenteraadsverkiezingen sinds 1976
| Partij                                               | 10-10-1976 | 10-10-1976 | 10-10-1982 | 10-10-1982 | 9-10-1988 | 9-10-1988 | 9-10-1994 | 9-10-1994 | 8-10-2000 | 8-10-2000 | 8-10-2006 | 8-10-2006 | 14-10-2012 | 14-10-2012 | 14-10-2018 | 14-10-2018 | 13-10-2024 | 13-10-2024 |
| Stemmen / Zetels                                     | %          | 17         | %          | 17         | %         | 17        | %         | 17        | %         | 17        | %         | 17        | %          | 19         | %          | 19         | %          | 19         |
| ---------------------------------------------------- | ---------- | ---------- | ---------- | ---------- | --------- | --------- | --------- | --------- | --------- | --------- | --------- | --------- | ---------- | ---------- | ---------- | ---------- | ---------- | ---------- |
| PS1 / AVENIR2 / A.D.3 / A.C.A / AutrementB           | 16,221     | 2          | 12,871     | 1          | 17,442    | 2         | 15,382    | 2         | 14,992    | 2         | 24,67     | 3         | 31,35      | 6          | -          |            | -          |            |
| UN.COM1 / UN.TR.2 / UET3 / PRL4 / A.C.A / AutrementB | -          |            | 37,511     | 7          | 42,672    | 8         | 26,63     | 4         | 18,424    | 2         | 24,67     | 3         | 31,35      | 6          | -          |            | -          |            |
| ECOLO1 / Anhée vers+2                                | -          |            | -          |            | -         |           | -         |           | -         |           | -         |           | 7,891      | 0          | 21,782     | 3          | -          |            |
| IC Colot1 / I.C.2 / V.I.C.3                          | 57,871     | 12         | 49,632     | 9          | 39,882    | 7         | 54,642    | 11        | 66,592    | 13        | 75,332    | 14        | 60,762     | 13         | 78,223     | 16         | 100,003    | 19         |
| IC Guill                                             | 17,49      | 3          | -          |            | -         |           | -         |           | -         |           | -         |           | -          |            | -          |            | -          |            |
| NC                                                   | 8,43       | 0          | -          |            | -         |           | -         |           | -         |           | -         |           | -          |            | -          |            | -          |            |
| FN                                                   | -          |            | -          |            | -         |           | 3,38      | 0         | -         |           | -         |           | -          |            | -          |            | -          |            |
| Totaal stemmen                                       | 4181       | 4181       | 4459       | 4459       | 4494      | 4494      | 4692      | 4692      | 4886      | 4886      | 5093      | 5093      | 4987       | 4987       | 5029       | 5029       | 4839       | 4839       |
| Opkomst %                                            |            |            |            |            | 94,43     | 94,43     | 94,69     | 94,69     | 94,54     | 94,54     | 95,75     | 95,75     | 91,10      | 91,10      | 91,87      | 91,87      | 87,97      | 87,97      |
| Blanco en ongeldig %                                 | 2,08       | 2,08       | 3,43       | 3,43       | 4,32      | 4,32      | 4,67      | 4,67      | 7,00      | 7,00      | 6,42      | 6,42      | 5,47       | 5,47       | 7,06       | 7,06       | 7,32       | 7,32       |

De zetels van de bestuursmeerderheid worden vet aangegeven. De grootste partij is in kleur.

## Aangrenzende gemeenten
| Aangrenzende gemeenten | Aangrenzende gemeenten | Aangrenzende gemeenten | Aangrenzende gemeenten | Aangrenzende gemeenten |
| ---------------------- | ---------------------- | ---------------------- | ---------------------- | ---------------------- |
|                        |                        | Profondeville          |                        |                        |
|                        |                        |                        |                        |                        |
| Mettet                 | Yvoir                  |                        |                        |                        |
|                        |                        |                        |                        |                        |
|                        |                        | Onhaye                 |                        | Dinant                 |

## Demografie

### Demografische evolutie voor de fusie
- Bron:NIS - Opm:1831 t/m 1970=volkstellingen op 31 december
- 1970: Aanhechting in 1965 van Haut-le-Wastia en Warnant

### Demografische evolutie van de fusiegemeente
Alle historische gegevens hebben betrekking op de huidige gemeente, inclusief deelgemeenten, zoals ontstaan na de fusie van 1 januari 1977.
- Bronnen:NIS, Opm:1831 tot en met 1981=volkstellingen; 1990 en later= inwonertal op 1 januari

| Inwoners van jaar tot jaar op 1 januari 1992 tot heden | Inwoners van jaar tot jaar op 1 januari 1992 tot heden | Inwoners van jaar tot jaar op 1 januari 1992 tot heden |
| jaar                                                   | Aantal                                                 | Evolutie: 1992=index 100                               |
| ------------------------------------------------------ | ------------------------------------------------------ | ------------------------------------------------------ |
| 1992                                                   | 6.583                                                  | 100,0                                                  |
| 1993                                                   | 6.625                                                  | 100,6                                                  |
| 1994                                                   | 6.655                                                  | 101,1                                                  |
| 1995                                                   | 6.663                                                  | 101,2                                                  |
| 1996                                                   | 6.606                                                  | 100,3                                                  |
| 1997                                                   | 6.613                                                  | 100,5                                                  |
| 1998                                                   | 6.644                                                  | 100,9                                                  |
| 1999                                                   | 6.709                                                  | 101,9                                                  |
| 2000                                                   | 6.771                                                  | 102,9                                                  |
| 2001                                                   | 6.765                                                  | 102,8                                                  |
| 2002                                                   | 6.798                                                  | 103,3                                                  |
| 2003                                                   | 6.907                                                  | 104,9                                                  |
| 2004                                                   | 6.907                                                  | 104,9                                                  |
| 2005                                                   | 6.932                                                  | 105,3                                                  |
| 2006                                                   | 6.934                                                  | 105,3                                                  |
| 2007                                                   | 6.958                                                  | 105,7                                                  |
| 2008                                                   | 7.016                                                  | 106,6                                                  |
| 2009                                                   | 6.998                                                  | 106,3                                                  |
| 2010                                                   | 7.034                                                  | 106,9                                                  |
| 2011                                                   | 7.032                                                  | 106,8                                                  |
| 2012                                                   | 7.071                                                  | 107,4                                                  |
| 2013                                                   | 7.073                                                  | 107,4                                                  |
| 2014                                                   | 7.064                                                  | 107,3                                                  |
| 2015                                                   | 7.078                                                  | 107,5                                                  |
| 2016                                                   | 7.101                                                  | 107,9                                                  |
| 2017                                                   | 7.139                                                  | 108,4                                                  |
| 2018                                                   | 7.117                                                  | 108,1                                                  |
| 2019                                                   | 7.046                                                  | 107,0                                                  |
| 2020                                                   | 7.143                                                  | 108,5                                                  |
| 2021                                                   | 7.172                                                  | 108,9                                                  |
| 2022                                                   | 7.221                                                  | 109,7                                                  |
| 2023                                                   | 7.199                                                  | 109,4                                                  |
| 2024                                                   | 7.135                                                  | 108,4                                                  |
| 2025                                                   | 7.109                                                  | 108,0                                                  |